# Losí mléko

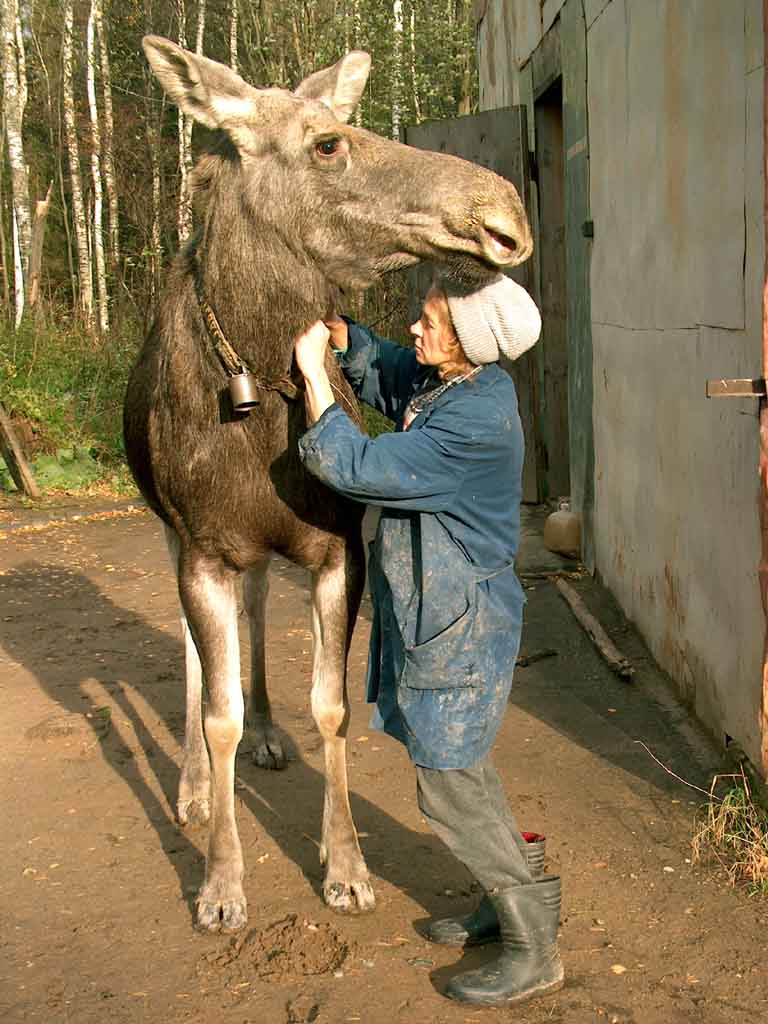
Dojička na losí farmě v Kostromské oblasti v Rusku se připravuje na dojení losa

Losí mléko označuje mléko produkované losem (Alces alces). Ačkoli ho nejčastěji konzumují losí mláďata, v Rusku a Švédsku existuje i jeho výroba pro komerční účely.

## Nutriční hodnoty
Losí mléko má vysoký obsah mléčného tuku (10 %) a sušiny (21,5 %). Tyto údaje vycházejí z dat shromážděných o ruských losech. Podle méně rozsáhlého výzkumu amerického losího mléka se zdá, že v jejich mléce je ještě vyšší koncentrace sušiny. Losi produkují laktát mezi červnem a srpnem. Pokud mají v době laktace dobrý přísun vysoce kvalitní píce, pak se koncentrace živin a tuku v mléce během prvních pětadvaceti dní laktace, které jsou považovány za vrcholné období, ještě zvyšují. Po zbytek laktačního období pak koncentrace živin, tuku a minerálních látek klesají. Ve srovnání s kravským mlékem má však losí mléko mnohem vyšší obsah hliníku, železa, selenu a zinku.

## Chov a prodej

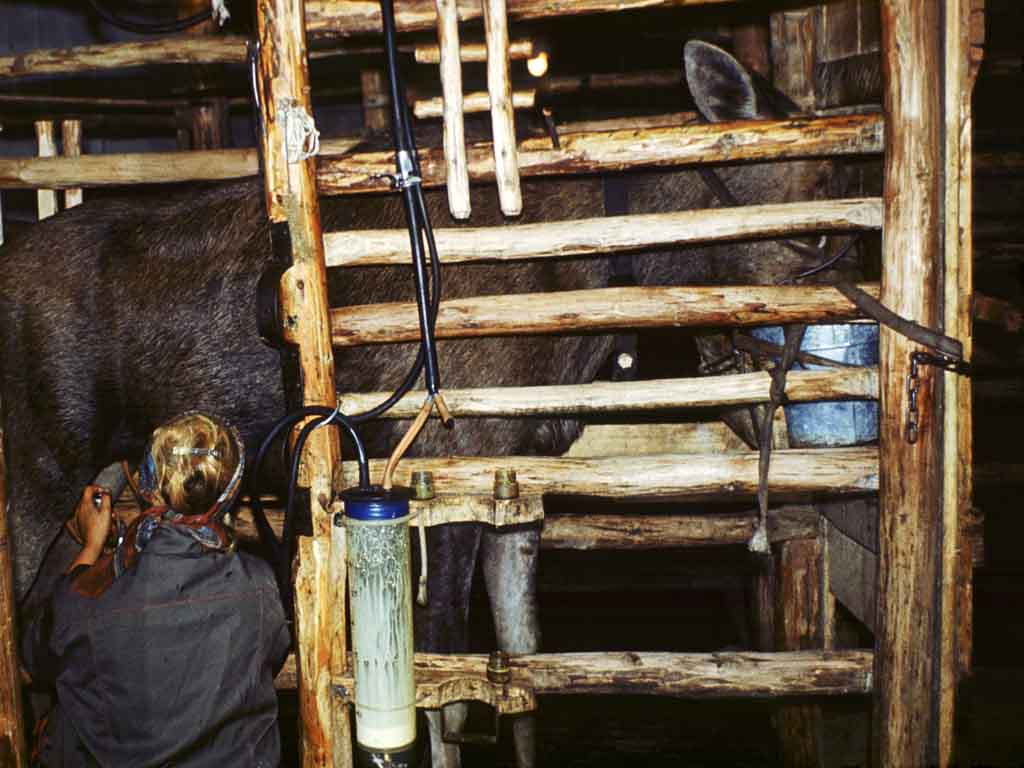
Dojení losí samice na farmě v Rusku

Losí mléko se v Rusku produkuje pro komerční účely. Dokonce existovalo v Rusku sanatorium, které podávalo losí mléko pacientům v domnění, že jim tak pomáhá zotavit se z nemoci nebo efektivněji zvládat chronická onemocnění. Někteří ruští vědci doporučují, aby se losí mléko používalo při prevenci gastroenterologických onemocnění u dětí díky jeho lysozymové aktivitě.
Farma Älgens Hus ve švédském Bjurholmu, kterou provozují Christer a Ulla Johanssonovi, je považována za jediného producenta losího sýra na světě. V roce 2007 na ní žili tři losi produkující mléko, z něhož bylo ročně vyrobeno přibližně 300 kg sýra, který se v roce 2007 prodával přibližně za 1000 dolarů za kg.
Pokud se losí samice během dojení vyruší, může přijít o mléko, takže jedno podojení může trvat až dvě hodiny, než se získá plný výtěžek 2 litrů. Ruský badatel zabývající se losy Alexandr Minajev se také dříve pokoušel vyrobit losí sýr, ale uvedl, že kvůli vysokému obsahu bílkovin v mléce sýr příliš rychle tvrdne.